# Philips
Koninklijke Philips N.V. er en hollandsk multinational sundhedsteknologi- og forbrugerelektronikvirksomhed. Siden at Philips belysnings-division i 2016 blev fraspaltet til et nyt selskab "Signify" har Philips Consumer life (Saeco) og Philips Healthcare (Philips Avent, Respironics og Shenzhen Goldway Industrial) udgjort de to forretningsdivisioner. Virksomheden har hovedkvarter i Amsterdam, med større datterselskaber i Italien, Kina, England og USA. De er tilstede i over 100 lande.
I 2020 var omsætningen på 19,535 mia. Euro, og der var 81.592 ansatte.

## Historie
Philips opstod i 1891, da Anton og Gerard Philips grundlagde Philips & Co. i Eindhoven i Holland. Virksomheden begyndte at fremstille kultrådsglødepærer, og ved århundredeskiftet var Philips & Co. en af de største producenter i Europa. I 1910 var Philips med 2.000 medarbejdere den største arbejdsgiver i Holland.
På baggrund af den industrielle revolution i Europa etablerede Philips i 1914 sit første forskningslaboratorium, og virksomheden begyndte lanceringen af sine første nyskabelser inden for røntgen og radioteknologi. I årenes løb er listen over opfindelser vokset og indeholder mange teknologiske gennembrud, som har givet mennesker en mere indholdsrig hverdag.

### Vigtigste opfindelser
- 1891 – 1915 Philips begyndte med at fremstille kultrådsglødepærer.
- 1918 lancerede Philips et medicinsk røntgenrør. Det blev begyndelsen på en opdeling af virksomhedens produktsortiment, og Philips begyndte at beskytte sine opfindelser med patenter på områder fra røntgenstråling til radiomodtagelse.
- 1927 begyndte Philips at producere radioer.
- 1932 havde Philips solgt en million radioapparater og var blevet verdens største radioproducent. Et år senere begyndte Philips at fremstille medicinsk røntgenudstyr i USA.
- 1939 blev den første Philips elektriske barbermaskine lanceret
- 1963 lancerede Philips kassettebåndet.
- 1965 blev de første integrerede kredsløb fremstillet.
- 1970’erne: Forskning i belysning bidrog til udvikling af de nye, energibesparende PL- og SL-pærer
- 1983 kom Philips med en teknologisk milepæl: lanceringen af cd’en.

Philips videreudviklede cd-teknologi og lancerede i 1997 i samarbejde med Sony endnu en nyudvikling, som blev historiens hurtigst voksende elektroniske forbrugerprodukt: dvd’en.

## Philips i Danmark
Som følge af importrestriktioner blev der i 1933 startet en egen produktion i Danmark. Philips Industri og Handels A/S blev hovedselskabet i den danske organisation med Philips Lampe A/S og Philips Radio A/S som bifirmaer. I en fabrik i Jenagade på Amager blev der fremstillet glødelamper, radiorør, radioapparater, neonrør, pladespillere, Philishave barbermaskiner, grammofonplader, telekommunikationsudstyr, lysarmaturer, båndoptagere og tv-apparater. Salgsafdelingerne og administrationen blev efter krigen samlet i "Industrigården" på Prags Boulevard 80, ligeledes på Amager.
I begyndelsen af 60'erne ændredes produktionsstrukturen i den internationale koncern, og Philips i Danmark kom til at stå for storproduktion af enkelte produkter. Foruden glødelamper og tv-måleudstyr drejede det sig bl.a. om kanalvælgere til tv-apparater.
Fabrikken i Jenagade blev senere udviklings- og produktionscenter for mobiltelefoner og navigationsudstyr til lystsejlere. Produktionen af mobiltelefoner i Danmark blev indstillet sommeren 1994, mens navigationsudstyret blev produceret til udgangen af 1996. Sideløbende hermed blev der produceret professionelt tv-måleudstyr på en fabrik i Brøndby til udgangen af 1997, hvor denne virksomhed blev udskilt fra koncernen.

## Datterselskab
I marts 2011 købte Philips Dameca, en global udbyder af anæstesiapparater og andet operationstilbehør.